# François de Roncherolles
François de Roncherolles (* wohl 1551; † 17. Mai 1589 bei Senlis) war ein französischer Adliger und Militär. Er war Seigneur de Mainneville et de Longchamp, und Gouverneur von Paris als Vertreter der Katholischen Liga.

## Biographie
François de Roncherolles ist der zweite Sohn von Philippe de Rocherolles († 1570), Seigneur de Roncherolles, Baron de Heuqueville et Pont-Saint-Pierre etc., und Suzanne de Guisencourt, seiner ersten Ehefrau.
Er war Seigneur de Mainneville, Vieuville et de Longchamp, Chevalier de l’Ordre du Roi (d. h. des Ordre de Saint-Michel), Gentilhomme ordinaire de la Chambre du Roi, Lieutenant de la Compagnie d’ordonnance du Comte de Soissons, und Gouverneur de Soissons et du Soissonnois.
Sein Eifer bei der Unterstützung des Katholizismus, an den seine Familie immer unantastbar gebunden war, zog ihn in die Katholische Liga hinein. 1589 wurde er Gouverneur von Paris. Zudem hatte er am 17. Mai 1589 das Kommando der katholischen Armee unter dem Herzog von Aumale in der Schlacht von Senlis. In dieser Schlacht kämpfte er weiter, obwohl die anderen Kommandeure und der größte Teil der Armee geflohen waren, bis er von der Übermacht der Angreifer überwältigt und getötet wurde. Er wurde in Paris in der Chapelle d’Orléans des Cölestinerkonvents, der Nekropole des Hauses Orléans, bestattet.

## Ehe und Nachkommen
Er heiratete Hélène d’O, Tochter von Charles II. d’O, Seigneur de Baillet-en-France, de Franconville etc., und Madeleine de l’Hôpital de Vitry. Sie hatten einen Sohn, Pierre de Roncherolles, Seigneur, Châtelain et Haut-justicier de Mainneville, Longchamp, du Mesnil-sous-Vienne, de Villers, etc. (* wohl 1579, † 3. Oktober 1658 im Alter von 79 Jahren); Pierre heiratete am 17. Januar 1603 Marie Sublet († 22. Januar 1639), Tochter von Michel Sublet, Seigneur d’Heudicourt, Intendant und Contrôleur général des finances, und Marie Boulier.
Hélène d’O († 14. Oktober 1613) heiratete am 20. Januar 1591 in zweiter Ehe René I. du Bec, Marquis de Vardes, Chevalier des Ordres du Roi (d. h. insbesondere des Ordre du Saint-Esprit), Gouverneur von La Capelle und der Thiérache (Haus Crespin).

### Weblink
- Étienne Pattou, Maison de Roncherolles, S. 7 (online, abgerufen am 18. April 2020)